# Kenneth Wallace
Kenneth Maxwell Wallace (conocido como Ken Wallace; Gosford, 26 de julio de 1983) es un deportista australiano que compite en piragüismo en la modalidad de aguas tranquilas.
Participó en tres Juegos Olímpicos de Verano, entre los años 2008 y 2016, obteniendo en total tres medallas: dos en Pekín 2008, oro en K1 500 m y bronce en K1 1000 m, y bronce en Río de Janeiro 2016, en K2 1000 m.
Ganó diez medallas en el Campeonato Mundial de Piragüismo entre los años 2009 y 2017.
En 2009 fue condecorado con la Medalla de la Orden de Australia (OAM).

## Palmarés internacional
| Juegos Olímpicos   | Juegos Olímpicos         | Juegos Olímpicos  | Juegos Olímpicos |
| Año                | Lugar                    | Medalla           | Competición      |
| ------------------ | ------------------------ | ----------------- | ---------------- |
| 2008               | Pekín (China)            | Medalla de oro    | K1 500 m         |
| 2008               | Pekín (China)            | Medalla de bronce | K1 1000 m        |
| 2016               | Río de Janeiro (Brasil)  | Medalla de bronce | K2 1000 m        |
| Campeonato Mundial |                          |                   |                  |
| Año                | Lugar                    | Medalla           | Competición      |
| 2009               | Dartmouth (Canadá)       | Medalla de bronce | K1 500 m         |
| 2010               | Poznań (Polonia)         | Medalla de oro    | K1 5000 m        |
| 2013               | Duisburgo (Alemania)     | Medalla de oro    | K1 5000 m        |
| 2013               | Duisburgo (Alemania)     | Medalla de plata  | K1 1000 m        |
| 2014               | Moscú (Rusia)            | Medalla de plata  | K2 1000 m        |
| 2014               | Moscú (Rusia)            | Medalla de oro    | K1 5000 m        |
| 2015               | Milán (Italia)           | Medalla de oro    | K2 500 m         |
| 2015               | Milán (Italia)           | Medalla de oro    | K1 5000 m        |
| 2015               | Milán (Italia)           | Medalla de plata  | K2 1000 m        |
| 2017               | Račice (República Checa) | Medalla de oro    | K4 1000 m        |